# Aulacophora posticalis
Aulacophora posticalis là một loài bọ cánh cứng trong họ Chrysomelidae. Loài này được Guerin-Meneville miêu tả khoa học năm 1830.